# トバイアス・ウルフ
トバイアス・ウルフ（Tobias Wolff、1945年6月19日－）は、アメリカ合衆国・アラバマ州バーミングハム出身の小説家である。
高校を中退後、軍隊に入隊、ベトナム戦争に従軍する。その後、オックスフォード大学やスタンフォード大学で文学・創作を学ぶ。レイモンド・カーヴァーらとも親交が深かった。
1993年には自伝的作品『ボーイズ・ライフ』が、ロバート・デニーロ、レオナルド・ディカプリオ主演で映画化されている。

## 邦訳作品
- 『兵舎泥棒』（The Barracks Thief 1984）迫光訳彩流社、1990年
- 『バック・イン・ザ・ワールド』（Back in the World 1985）飛田茂雄訳、中央公論社、1991年
- 『ボーイズ・ライフ』（This Boy's Life 1989）飛田茂雄訳、中央公論社、1992年